# تفجي سام
التفجي السام أو تشكل فجوات سامة (بالإنجليزية: Toxic vacuolation)‏ يُقصد به تكوين فجوات في سيتوبلازم الخلايا المتعادلة استجابةً للعدوى الشديدة أو الحالات الالتهابية.

## الأهمية السريرية
يرتبط التفجي السام بالإنتان وخاصةً عندما يكون مصحوبًا بالتحبيب السام، ويرتبط أيضًا بالعدوى البكتيرية وسمية الكحول وفشل الكبد والعلاج بعامل تحفيز مستعمرات الخلايا المحببة؛ عامل تحفيز مستعمرات الخلايا المحببة عبارة عن عقار سيتوكين يستخدم لزيادة عدد الخلايا المتعادلة المطلق في المرضى الذين يعانون من قلة الخلايا المتعادلة.
يؤدي تكوين الفجوات السامة إلى زيادة نشاط البلعمةوالتي يتم تحفيزها من خلال إطلاق السيتوكينات استجابة للالتهاب أو إصابة الأنسجة، يحدث ظهور فجوات السامة في كثير من الأحيان جنبا إلى جنب مع التحبيب السامة وأجسام دوهلي في الحالات الإلتهابات، ويشار هذه النتائج مجتمعة ب التغييرات السامة. غالبًا ما تصاحب كثرة الخلايا المتعادلة وزيحان الدم التغيرات السامة حيث تحدث هذه الظواهر أيضًا استجابة للالتهاب. زيحان الدم أو زيحان لليسار يُعني وجود سلائف الخلايا المتعادلة غير الناضجة مثل الخلايا المأطورة والخلايا النخاعية المتبدلة في الدم المحيطي)
وقد اقتُرِح ألا يتم وصف فجوات الخلايا المتعادلة بأنها «فجوات سامة» ما لم تكن مصحوبة بتغيرات سامة أخرى حيث يمكن أن يحدث فراغ في ظروف أخرى.

## حالات مشابهة
قد تتشكل فجوات في الخلايا المتعادلة إذا تُركت عينة الدم راكدة لعدة ساعات قبل تحضير لطاخة الدم ولكن هذا تغيير صناعي ليس له أهمية سريرية، الفجوات الصناعية صغيرة الحجم وذات حجم وتوزيع موحد على عكس الفجوات السامة التي يتغير حجمها ومكانها، قد يُظهر الأفراد المصابون بمرض تخزين الدهون المحايدة فجوات دائمة مليئة بالدهون في الخلايا المتعادلة والخلايا المحببة الأخرى وتسمى هذه الظاهرة بشذوذ الأردن.